# Harutyun Vardanyan
Harutyun Vardanyan (Gyumri, 5 dicembre 1970) è un ex calciatore armeno, di ruolo difensore.

## Carriera

### Nazionale
Con 63 presenze è uno dei calciatori più presenti nella storia della nazionale armena.

## Palmarès

### Club
- Campionato armeno: 2

Širak: 1992, 1994
- Supercoppa d'Armenia: 1

Širak: 1996
- Coppa Svizzera: 1

Losanna: 1998-1999

### Individuale
- Calciatore armeno dell'anno: 1

1997

## Statistiche

### Cronologia presenze e reti in nazionale
| Cronologia completa delle presenze e delle reti in nazionale ― Armenia | Cronologia completa delle presenze e delle reti in nazionale ― Armenia | Cronologia completa delle presenze e delle reti in nazionale ― Armenia | Cronologia completa delle presenze e delle reti in nazionale ― Armenia | Cronologia completa delle presenze e delle reti in nazionale ― Armenia | Cronologia completa delle presenze e delle reti in nazionale ― Armenia | Cronologia completa delle presenze e delle reti in nazionale ― Armenia | Cronologia completa delle presenze e delle reti in nazionale ― Armenia |
| Data                                                                   | Città                                                                  | In casa                                                                | Risultato                                                              | Ospiti                                                                 | Competizione                                                           | Reti                                                                   | Note                                                                   |
| ---------------------------------------------------------------------- | ---------------------------------------------------------------------- | ---------------------------------------------------------------------- | ---------------------------------------------------------------------- | ---------------------------------------------------------------------- | ---------------------------------------------------------------------- | ---------------------------------------------------------------------- | ---------------------------------------------------------------------- |
| 15-5-1994                                                              | Fullerton                                                              | Stati Uniti                                                            | 1 – 0                                                                  | Armenia                                                                | Amichevole                                                             | -                                                                      |                                                                        |
| 16-7-1994                                                              | Erevan                                                                 | Armenia                                                                | 1 – 0                                                                  | Malta                                                                  | Amichevole                                                             | -                                                                      |                                                                        |
| 8-10-1994                                                              | Erevan                                                                 | Armenia                                                                | 0 – 0                                                                  | Cipro                                                                  | Qual. Euro 1996                                                        | -                                                                      |                                                                        |
| 16-11-1994                                                             | Limassol                                                               | Cipro                                                                  | 2 – 0                                                                  | Armenia                                                                | Qual. Euro 1996                                                        | -                                                                      | 19’                                                                    |
| 26-4-1995                                                              | Erevan                                                                 | Armenia                                                                | 0 – 2                                                                  | Spagna                                                                 | Qual. Euro 1996                                                        | -                                                                      |                                                                        |
| 10-5-1995                                                              | Erevan                                                                 | Armenia                                                                | 2 – 2                                                                  | Macedonia                                                              | Qual. Euro 1996                                                        | -                                                                      | 79’                                                                    |
| 7-6-1995                                                               | Siviglia                                                               | Spagna                                                                 | 1 – 0                                                                  | Armenia                                                                | Qual. Euro 1996                                                        | -                                                                      | 64’                                                                    |
| 6-9-1995                                                               | Skopje                                                                 | Macedonia                                                              | 1 – 2                                                                  | Armenia                                                                | Qual. Euro 1996                                                        | -                                                                      |                                                                        |
| 15-11-1995                                                             | Copenaghen                                                             | Danimarca                                                              | 3 – 1                                                                  | Armenia                                                                | Qual. Euro 1996                                                        | -                                                                      |                                                                        |
| 17-1-1996                                                              | Romorantin-Lanthenay                                                   | Marocco                                                                | 6 – 0                                                                  | Armenia                                                                | Amichevole                                                             | -                                                                      | Uscita                                                                 |
| 5-6-1996                                                               | Villeneuve-d'Ascq                                                      | Francia                                                                | 2 – 0                                                                  | Armenia                                                                | Amichevole                                                             | -                                                                      | 57’                                                                    |
| 20-6-1996                                                              | Lima                                                                   | Perù                                                                   | 4 – 0                                                                  | Armenia                                                                | Amichevole                                                             | -                                                                      | Uscita                                                                 |
| 25-6-1996                                                              | Asunción                                                               | Paraguay                                                               | 1 – 2                                                                  | Armenia                                                                | Amichevole                                                             | -                                                                      | 78’                                                                    |
| 30-6-1996                                                              | Portoviejo                                                             | Ecuador                                                                | 3 – 0                                                                  | Armenia                                                                | Amichevole                                                             | -                                                                      | 53’                                                                    |
| 31-8-1996                                                              | Erevan                                                                 | Armenia                                                                | 0 – 0                                                                  | Portogallo                                                             | Qual. Mondiali 1998                                                    | -                                                                      |                                                                        |
| 5-10-1996                                                              | Belfast                                                                | Irlanda del Nord                                                       | 1 – 1                                                                  | Armenia                                                                | Qual. Mondiali 1998                                                    | -                                                                      |                                                                        |
| 9-10-1996                                                              | Erevan                                                                 | Armenia                                                                | 1 – 5                                                                  | Germania                                                               | Qual. Mondiali 1998                                                    | -                                                                      | 74’                                                                    |
| 9-11-1996                                                              | Tirana                                                                 | Albania                                                                | 1 – 1                                                                  | Armenia                                                                | Qual. Mondiali 1998                                                    | -                                                                      | 73’                                                                    |
| 4-1-1997                                                               | Viña del Mar                                                           | Cile                                                                   | 7 – 0                                                                  | Armenia                                                                | Amichevole                                                             | -                                                                      |                                                                        |
| 6-1-1997                                                               | Asunción                                                               | Paraguay                                                               | 2 – 0                                                                  | Armenia                                                                | Amichevole                                                             | -                                                                      | 46’                                                                    |
| 30-3-1997                                                              | Tbilisi                                                                | Georgia                                                                | 7 – 0                                                                  | Armenia                                                                | Amichevole                                                             | -                                                                      | 46’                                                                    |
| 7-5-1997                                                               | Kiev                                                                   | Ucraina                                                                | 1 – 1                                                                  | Armenia                                                                | Qual. Mondiali 1998                                                    | -                                                                      |                                                                        |
| 20-8-1997                                                              | Setúbal                                                                | Portogallo                                                             | 3 – 1                                                                  | Armenia                                                                | Qual. Mondiali 1998                                                    | -                                                                      |                                                                        |
| 6-9-1997                                                               | Erevan                                                                 | Armenia                                                                | 3 – 0                                                                  | Albania                                                                | Qual. Mondiali 1998                                                    | 1                                                                      |                                                                        |
| 10-9-1997                                                              | Dortmund                                                               | Germania                                                               | 4 – 0                                                                  | Armenia                                                                | Qual. Mondiali 1998                                                    | -                                                                      |                                                                        |
| 11-10-1997                                                             | Erevan                                                                 | Armenia                                                                | 0 – 2                                                                  | Ucraina                                                                | Qual. Mondiali 1998                                                    | -                                                                      |                                                                        |
| 18-8-1998                                                              | Abovyan                                                                | Armenia                                                                | 1 – 0                                                                  | Libano                                                                 | Amichevole                                                             | -                                                                      |                                                                        |
| 5-9-1998                                                               | Erevan                                                                 | Armenia                                                                | 3 – 1                                                                  | Andorra                                                                | Amichevole                                                             | -                                                                      | Cap.                                                                   |
| 10-10-1998                                                             | Erevan                                                                 | Armenia                                                                | 0 – 0                                                                  | Islanda                                                                | Qual. Euro 2000                                                        | -                                                                      |                                                                        |
| 14-10-1998                                                             | Kiev                                                                   | Ucraina                                                                | 2 – 0                                                                  | Armenia                                                                | Qual. Euro 2000                                                        | -                                                                      |                                                                        |
| 3-3-1999                                                               | Varsavia                                                               | Polonia                                                                | 1 – 0                                                                  | Armenia                                                                | Amichevole                                                             | -                                                                      |                                                                        |
| 27-3-1999                                                              | Erevan                                                                 | Armenia                                                                | 0 – 3                                                                  | Russia                                                                 | Qual. Euro 2000                                                        | -                                                                      | Cap.                                                                   |
| 31-3-1999                                                              | Saint-Denis                                                            | Francia                                                                | 2 – 0                                                                  | Armenia                                                                | Qual. Euro 2000                                                        | -                                                                      |                                                                        |
| 5-6-1999                                                               | Reykjavík                                                              | Islanda                                                                | 2 – 0                                                                  | Armenia                                                                | Qual. Euro 2000                                                        | -                                                                      | 59’                                                                    |
| 9-6-1999                                                               | Erevan                                                                 | Armenia                                                                | 0 – 0                                                                  | Ucraina                                                                | Qual. Euro 2000                                                        | -                                                                      |                                                                        |
| 4-9-1999                                                               | Mosca                                                                  | Russia                                                                 | 2 – 0                                                                  | Armenia                                                                | Qual. Euro 2000                                                        | -                                                                      | 28’                                                                    |
| 9-10-1999                                                              | Andorra la Vella                                                       | Andorra                                                                | 0 – 3                                                                  | Armenia                                                                | Qual. Euro 2000                                                        | -                                                                      | 40’                                                                    |
| 9-1-2000                                                               | Los Angeles                                                            | Guatemala                                                              | 1 – 1                                                                  | Armenia                                                                | Amichevole                                                             | -                                                                      |                                                                        |
| 26-4-2000                                                              | Erevan                                                                 | Armenia                                                                | 0 – 0                                                                  | Georgia                                                                | Amichevole                                                             | -                                                                      |                                                                        |
| 3-6-2000                                                               | Kaunas                                                                 | Lituania                                                               | 1 – 2                                                                  | Armenia                                                                | Amichevole                                                             | -                                                                      |                                                                        |
| 2-9-2000                                                               | Oslo                                                                   | Norvegia                                                               | 0 – 0                                                                  | Armenia                                                                | Qual. Mondiali 2002                                                    | -                                                                      |                                                                        |
| 7-10-2000                                                              | Erevan                                                                 | Armenia                                                                | 2 – 3                                                                  | Ucraina                                                                | Qual. Mondiali 2002                                                    | -                                                                      | 38’                                                                    |
| 11-10-2000                                                             | Minsk                                                                  | Bielorussia                                                            | 2 – 1                                                                  | Armenia                                                                | Qual. Mondiali 2002                                                    | -                                                                      |                                                                        |
| 24-3-2001                                                              | Erevan                                                                 | Armenia                                                                | 2 – 2                                                                  | Galles                                                                 | Qual. Mondiali 2002                                                    | -                                                                      | cap.                                                                   |
| 28-3-2001                                                              | Varsavia                                                               | Polonia                                                                | 4 – 0                                                                  | Armenia                                                                | Qual. Mondiali 2002                                                    | -                                                                      | cap.                                                                   |
| 2-6-2001                                                               | Erevan                                                                 | Armenia                                                                | 0 – 0                                                                  | Bielorussia                                                            | Qual. Mondiali 2002                                                    | -                                                                      |                                                                        |
| 6-6-2001                                                               | Erevan                                                                 | Armenia                                                                | 1 – 1                                                                  | Polonia                                                                | Qual. Mondiali 2002                                                    | -                                                                      | 45’                                                                    |
| 1-9-2001                                                               | Swansea                                                                | Galles                                                                 | 0 – 0                                                                  | Armenia                                                                | Qual. Mondiali 2002                                                    | -                                                                      |                                                                        |
| 5-9-2001                                                               | Leopoli                                                                | Ucraina                                                                | 3 – 0                                                                  | Armenia                                                                | Qual. Mondiali 2002                                                    | -                                                                      |                                                                        |
| 6-10-2001                                                              | Erevan                                                                 | Armenia                                                                | 1 – 4                                                                  | Norvegia                                                               | Qual. Mondiali 2002                                                    | -                                                                      | cap.                                                                   |
| 7-9-2002                                                               | Erevan                                                                 | Armenia                                                                | 2 – 2                                                                  | Ucraina                                                                | Qual. Euro 2004                                                        | -                                                                      | cap. 7’                                                                |
| 16-10-2002                                                             | Atene                                                                  | Grecia                                                                 | 2 – 0                                                                  | Armenia                                                                | Qual. Euro 2004                                                        | -                                                                      | cap.                                                                   |
| 12-2-2003                                                              | Ramat Gan                                                              | Israele                                                                | 2 – 0                                                                  | Armenia                                                                | Amichevole                                                             | -                                                                      | cap.                                                                   |
| 29-3-2003                                                              | Erevan                                                                 | Armenia                                                                | 1 – 0                                                                  | Irlanda del Nord                                                       | Qual. Euro 2004                                                        | -                                                                      | cap.                                                                   |
| 2-4-2003                                                               | León                                                                   | Spagna                                                                 | 3 – 0                                                                  | Armenia                                                                | Qual. Euro 2004                                                        | -                                                                      | cap.                                                                   |
| 7-6-2003                                                               | Leopoli                                                                | Ucraina                                                                | 4 – 3                                                                  | Armenia                                                                | Qual. Euro 2004                                                        | -                                                                      | cap.                                                                   |
| 6-9-2003                                                               | Erevan                                                                 | Armenia                                                                | 0 – 1                                                                  | Grecia                                                                 | Qual. Euro 2004                                                        | -                                                                      | cap. 47’                                                               |
| 11-10-2003                                                             | Erevan                                                                 | Armenia                                                                | 0 – 4                                                                  | Spagna                                                                 | Qual. Euro 2004                                                        | -                                                                      | cap.                                                                   |
| 28-4-2004                                                              | Erevan                                                                 | Armenia                                                                | 1 – 0                                                                  | Turkmenistan                                                           | Amichevole                                                             | -                                                                      | Cap.                                                                   |
| 18-8-2004                                                              | Skopje                                                                 | Macedonia                                                              | 3 – 0                                                                  | Armenia                                                                | Qual. Mondiali 2006                                                    | -                                                                      | cap. 69’                                                               |
| 9-10-2004                                                              | Tampere                                                                | Finlandia                                                              | 3 – 1                                                                  | Armenia                                                                | Qual. Mondiali 2006                                                    | -                                                                      | cap.                                                                   |
| 13-10-2004                                                             | Erevan                                                                 | Armenia                                                                | 0 – 3                                                                  | Rep. Ceca                                                              | Qual. Mondiali 2006                                                    | -                                                                      | cap. 75’                                                               |
| 17-11-2004                                                             | Erevan                                                                 | Armenia                                                                | 1 – 1                                                                  | Romania                                                                | Qual. Mondiali 2006                                                    | -                                                                      | cap. 70’                                                               |
| Totale                                                                 |                                                                        | Presenze                                                               | 63                                                                     |                                                                        | Reti                                                                   | 1                                                                      |                                                                        |